# Rimbachia
Rimbachia là một chi nấm thuộc họ Tricholomataceae. Chi này chứa khoảng 10 loài, phân bố ở vùng nhiệt đới.